# Arroyo Carreri
El Arroyo Carreri 38°53′00″S 70°27′00″O / -38.88333, -70.45000 es un arroyo de la provincia del Neuquén, nace en la Precordillera Neuquina, en la zona de Primeros Pinos y se encuentra a 35 kilómetros de Zapala, la altura de sus nacientes es de 1.212 metros sobre el nivel del mar, junto con el arroyo Huayapa forman el arroyo Covunco, el cual a su vez es afluente del río Neuquén. 
La ruta provincial Nº13, que nace en Zapala y conduce a la zona del lago Alumine, lo atraviesa mediante un puente de hormigón armado en la zona conocida como Carreri a 30 kilómetros de distancia de esta ciudad neuquina.